# Nebraska (álbum)
Nebraska es el sexto álbum de estudio del músico estadounidense Bruce Springsteen, publicado por la compañía discográfica Columbia Records en septiembre de 1982.
Grabado en un Portaestudio de baja calidad, las canciones de Nebraska fueron originalmente registradas como demos para grabar posteriormente con la E Street Band. Sin embargo, Springsteen decidió publicar los demos, caracterizados en su conjunto por letras que incluyen personajes que se enfrentan a retos o a puntos de inflexión en sus vidas, así como criminales y forasteros sin esperanzas en el futuro o sin futuro alguno.
A diferencia de trabajos previos como Darkness on the Edge of Town y The River, Nebraska incluye un sonido inflexible y un estado de ánimo combinado con letras oscuras, lo cual le llevó a ser definido como «uno de los discos más desafiantes publicados por una estrella musical en un sello discográfico grande».

## Historia
Inicialmente, Springsteen grabó demos para un nuevo álbum en una grabadora de cuatro pistas en su hogar de Nueva Jersey. Los demos eran escasos e incluyeron una leve instrumentación, con guitarra acústica, armónica, mandolina, glockenspiel, pandereta, órgano y sintetizador, sumado a la voz de Springsteen. Algunas canciones grabadas durante las sesiones de Nebraska como «Born in the U.S.A.», «Downbound Train», «Child Bride», «Pink Cadillac», «The Big Payback» y «Johnny Bye Bye» aparecieron en sucesivos álbumes o recopilatorios como Born in the U.S.A. o Tracks.
Según relató Springsteen en una entrevista a la revista Rolling Stone en diciembre de 1984:

«Estaba grabando canciones para el siguiente álbum de rock, y decidí que lo que siempre me llevaba más tiempo en el estudio era componer. Podía ir ahí, y no tenía el material escrito, o no estaba lo suficientemente bien escrito, de modo que grababa durante un mes, tenía un par de cosas, iba a casa a escribir más, grababa otro mes. No era muy eficiente. Así que esta vez, cogí una grabadora de cuatro pistas y me dije: "Voy a grabar estas canciones, y si suenan bien conmigo mismo haciéndolas, se las enseñaré a la band". Podía cantar y tocar la guitarra, y luego tenía dos pistas para hacer algo más, como sobregrabar una guitarra o añadir una armonía. Iban a ser demos. Luego tenía un pequeño Echoplex y las mezclé un poco, y eso fue todo. Esa fue la cinta que se convirtió en disco. Finalmente pensamos: "Oh, ese es el álbum". Técnicamente, fue difícil tenerlo en disco. El material fue grabado de manera extraña, la aguja leía mucha distorsión y no seguía la cera. Casi tuvimos que publicarlo como casete».

Poco después, Springsteen grabó las canciones en un estudio de grabación profesional con la E Street Band. Sin embargo, el músico sintió que la esencia del folk la había conseguido en las demos, sin la instrumentación de la banda, y al final decidió publicarlas en el álbum. Aunque se produjeron complicaciones con la masterización de las cintas debido al bajo volumen de las cintas, los problemas fueron solucionados mediante sofisticadas técnicas de reducción de ruido.

## Recepción
Tras su publicación, Nebraska obtuvo reseñas generalmente favorables de la prensa musical, aunque inferiores a anteriores trabajos de Springsteen con la E Street Band como Darkness on the Edge of Town y The River. William Ruhlmann de Allmusic escribió: «Las diez canciones de Nebraska marcan una partida para Springsteen, a medida que lo llevaron más lejos por un camino que tomó anteriormente. Gradualmente, sus canciones se han vuelto más oscuros y más pesimistas, y las de Nebraska marcan un nuevo nivel». Por su parte, Greg Kot de Chicago Tribune definió el álbum como: «Un disco demoledor, aleccionador y acústico lleno de personajes desesperados tratando de hacer camino por "la mezquindad de este mundo"», mientras que Steve Pond, de la revista Rolling Stone, escribió: «Este es el más valiente de los seis discos de Springsteen. Es también el más sorprendente, directo y escalofriante. Y si es un arriesgado movimiento comercial, Nebraska es también un golpe maestro táctico, una inspirada manera de salir de los juegos del rock and roll de alto riesgo que requieren que cada disco sea mejor y mayor que el anterior».
En retrospectiva, Nebraska es considerado uno de los mejores trabajos de Springsteen por la crítica musical. En 1989, la revista Rolling Stone situó el álbum en el puesto 43 de la lista de los cien mejores discos de la década de 1980, y en 2003 lo emplazó en el puesto 224 de la lista de los 500 mejores discos de todos los tiempos. Por su parte, Pitchfork Media situó el álbum en el puesto 60 de los mejores discos de la década de 1980. En 2006, Nebraska quedó en el puesto trece en la lista de los 40 mejores discos de los 80, elaborada por la revista Q. En 2012, la revista Slant situó el álbum en el puesto 57 de la lista de los mejores discos de los 80.
En el plano comercial, Nebraska obtuvo un éxito inferior a The River al llegar al tercer puesto en la lista estadounidense Billboard 200 y en la lista de discos más vendidos de Canadá y del Reino Unido. A pesar de la distancia con la música más comercial de Springsteen, Nebraska fue certificado como disco de platino por la RIAA y disco de oro por la BPI.

## Lista de canciones
Todas las canciones escritas y compuestas por Bruce Springsteen. 
| Cara A |                       |          |  |
| N.º    | Título                | Duración |  |
| 1.     | «Nebraska»            | 4:30     |  |
| 2.     | «Atlantic City»       | 4:01     |  |
| 3.     | «Mansion on the Hill» | 4:10     |  |
| 4.     | «Johnny 99»           | 3:44     |  |
| 5.     | «Highway Patrolman»   | 5:41     |  |
| 6.     | «State Trooper»       | 3:20     |  |

| Cara B |                     |          |  |
| N.º    | Título              | Duración |  |
| 7.     | «Used Cars»         | 3:11     |  |
| 8.     | «Open All Night»    | 3:00     |  |
| 9.     | «My Father's House» | 5:10     |  |
| 10.    | «Reason to Believe» | 4:10     |  |

## Personal
Músicos
- Bruce Springsteen: voz, guitarra, armónica, mandolina, glockenspiel, pandereta, órgano y sintetizador

Equipo técnico
- Mike Batlin: ingeniero de sonido
- David Michael Kennedy: fotografía
- Dennis King: masterización
- Andrea Klein: diseño

## Posición en listas
| Año  | País           | Lista                       | Posición |
| ---- | -------------- | --------------------------- | -------- |
| 1982 | Alemania       | Media Control Albums Charts | 37       |
| 1982 | Australia      | ARIA Albums Charts          | 8        |
| 1982 | Canadá         | RPM Albums Chart            | 3        |
| 1982 | Estados Unidos | Billboard 200               | 3        |
| 1982 | Irlanda        | Irish Albums Chart          | 78       |
| 1982 | Noruega        | VG-lista Albums Chart       | 3        |
| 1982 | Nueva Zelanda  | New Zealand Top 40 Albums   | 7        |
| 1982 | Países Bajos   | Mega Album Top 100          | 7        |
| 1982 | Reino Unido    | UK Album Chart              | 4        |
| 1982 | Suecia         | Albums Top 60               | 2        |

| Año  | Sencillo         | Lista                     | Posición más alta |
| ---- | ---------------- | ------------------------- | ----------------- |
| 1982 | «Atlancit City»  | Billboard Mainstream Rock | 10                |
| 1982 | «Atlancit City»  | RPM Singles Chart         | 49                |
| 1982 | «Open All Night» | Billboard Mainstream Rock | 22                |